# أهارون بوندي
أهارون بوندي ( فبراير 1906 في فيينا - 1997 فيالقدس) كان كيميائيًا إسرائيليًا وأستاذ للكيمياء في الجامعة العبرية في القدس.
حصل على جائزة إسرائيل في مجال الزراعة في عام 1984.

## حياته
ولد بوندي عام 1906 في فيينا عاصمة النمسا. ودرس الكيمياء والفيزياء في جامعتي فيينا وبرلين، تحت إشراف الأستاذين فريتز فيجل وإرنست ديفيد بيرجمان. وفي عام 1929 بدأ العمل في جامعة برلين، ثم انتقل للعمل في فيينا في عام 1932. عمل بالتعاون مع أستاذه البروفيسور فيغل على كتابة موسوعة الكيمياء التحليلية، والتي طبعت بعد هجرته إلى أرض إسرائيل.
في عام 1934 هاجر بوندي إلى أرض إسرائيل بدعوة من المحطة التجريبية للأبحاث الزراعية. ويتخصص الجزء الرئيسي من عمله في مجال تغذية الحيوان. وتناول بحثه الأول، بالتعاون مع حنان مئير، تركيب النباتات العلفية للماشية وطرق هضمها. وكان هذا العمل هو الأول من نوعه في هذا الموضوع، في ظل الاهتمام الفريد به في إسرائيل، وأجريت دراسة معمقة حول تركيبة السليلوز واللجنين. وشملت دراسة أخرى أجراها في نفس الوقت إجراء مسح غذائي للأغذية لأبقار الألبان، حيث تم فحص تأثير المطهرات والمبيدات الحشرية على أنشطة الإنزيمات المحللة للبروتين في الحيوانات. وكانت دراسة الهضم التي أجراها على أسماك الكارب هي الأولى من نوعها. ومن الدراسات الأخرى التي قادها: توصيف خواص العسل، وحفظ النباتات العلفية، وتوصيف المواد الفعالة في النباتات الطبية.
استمر عمل بوندي في قسم التغذية والكيمياء الزراعية بين عامي 1934-1960. وفي الوقت نفسه تم تعيينه عام 1946 عضواً في هيئة التدريس في كلية الزراعة في الجامعة العبرية. وتوسع في تدريسه لتشمل الكيمياء الحيوية. وفي عام 1949 رقي بوندي إلى محاضر كبير، وفي عام 1954 إلى أستاذ مشارك وفي عام 1961 إلى أستاذ كامل. وتم الاعتراف بعمله وتم تمويل فرق البحث التي ترأسها، من بين جهات أخرى، من قبل وزارة الزراعة الأمريكية وجامعة كامبريدج. منذ عام 1960 ترأس مختبر الأغذية. في عام 1976 تقاعد. وبعد تقاعده كرّس وقته لتأليف كتابه "تغذية الحيوانات".
حصل بوندي على جائزة روتشيلد للزراعة (1966) وجائزة إسرائيل للأبحاث الزراعية (1984). وبالإضافة إلى أبحاثه، قام بتوجيه الطلاب بما في ذلك شالوم زئيف أبلباوم، الحائز لاحقًا على جائزة روتشيلد للزراعة، ويهوديت بيراك الفائز لاحقًا بجائزة إسرائيل أيضًا.
وتوفي في القدس عام 1997.

## منشوراته
- تغذية الحيوانات، القدس: دار نشر ييل YEL Magnes، 1972. (طبعة موسعة في 1992)